# Hedwig Bauschulte
Hedwig Johanne Bauschulte (* 2. Januar 1908 in Osnabrück; † 20. April 1977 in Friedberg, Hessen) war eine deutsche Leichtathletin, die sich auf den Weitsprung spezialisiert hatte. Sie trat aber auch im Mehrkampf an.

## Sportliche Karriere
Bis 1935 startete Hedwig Bauschulte für den Osnabrücker TV von 1861. Später war sie bei der TG Friedberg.
Bei Deutschen Meisterschaften siegte Hedwig Bauschulte 1934 in Nürnberg im Weitsprung. 1935 in Berlin belegte sie den dritten Platz im 100-Meter-Lauf.
Bei den Frauen-Weltspielen 1934 in London wurde Bauschulte im Weitsprung mit anderthalb Zentimetern Rückstand Zweite hinter Traute Göppner. Im Jahr darauf nahm sie am Länderkampf gegen Polen teil.
1936 heiratete Hedwig Bauschulte und hieß dann Hedwig Hinck.